# Cerodontha chaixiana
Cerodontha chaixiana este o specie de muște din genul Cerodontha, familia Agromyzidae, descrisă de Franz Groschke în anul 1955. Conform Catalogue of Life specia Cerodontha chaixiana nu are subspecii cunoscute.